# ウスマーン・イブン・アッファーン
ウスマーン・イブン・アッファーン（アラビア語: عثمان ابن عفّان بن ابي العاص بن امية ‘Uthmān ibn ‘Affān b. Abī al-‘Āṣ b. Umayya, 574年?/76年? - 656年6月17日）は、イスラームの第3代正統カリフ（在位644年 - 656年）。マッカ（メッカ）のクライシュ族の支族であるウマイヤ家の出身。預言者ムハンマドの教友（サハーバ）で、ムハンマドの娘婿にあたる。
ムハンマドの妻ハディージャを除いた人間の中では、ウスマーンは世界で2番目にイスラームに入信した人物として数えられている。クルアーン（コーラン）の読誦に長けた人物として挙げられることが多い7人のムハンマドの直弟子には、ウスマーンも含まれている。651年頃、ウスマーンの主導によって、各地に異なるテキストが存在していたクルアーンの版が統一される。656年にウスマーンは反乱を起こした兵士によって殺害され、その死はイスラーム史上初めてカリフが同朋のイスラム教徒に殺害された事件として記憶された。莫大な財産を有していたことから、ウスマーン・ガニー（「富めるウスマーン」の意）と呼ばれた。また、ムハンマドの2人の娘と結婚していたことから、ズンヌーライン（ذو النورين Dhū al-Nūrain、「二つの光の持ち主」）とも呼ばれる。

## 生涯

### イスラームへの帰依前
ウマイヤ家の豪商アッファーン・イブン・アビー・アル＝アースとアルワ（ウルワー）の子として、ウスマーンは生まれる。母のウルワは預言者ムハンマドの従姉妹にあたる。
ウスマーンの幼年期については、不明な点が多い。子供のころに厳格な教育を受けたと思われ、マッカに住む若者の中でも特に読み書きに長けた人間に成長した。幼少のウスマーンが他のアラブ人の子供に混ざって脱いだ服に石を集めて運ぶ遊びをしていた時、何者かに「服を着よ、肌を出してはならない」と言われてすぐに遊びを止めて服を着、以来人前で服を脱ぐことは無くなったという伝承が残る。
ウスマーンが20歳になった時、父のアッファーンが旅先で客死し、ウスマーンは父の遺した莫大な財産を相続した。父と同様に交易に携わったウスマーンは事業で成功を収め、跡を継いだ数年後にはクライシュ族内でも有数の富豪になっていた。商売で不正を行うことは無く、慎重かつ公正な姿勢を心掛けていた。

### イスラームへの改宗
ウスマーンが改宗した理由について、彼がムハンマドの娘のルカイヤに恋焦がれていたためだと言われている。ウスマーンは密かにルカイヤを想っていたがムハンマドに結婚を言い出す事が出来ず、ルカイヤはムハンマドの従兄弟ウトバの元に嫁いだ。叔母のスウダーに相談したウスマーンは、やがてムハンマドに重大な出来事が起こり、その時にはルカイヤが自分の下に嫁ぐと言われ、叔母からの助言を心に留め置いた。610年初頭、ウスマーンは旅先でマッカに預言者が現れた声を聞き、マッカに戻ったウスマーンは友人のアブー・バクルの勧めを受けてムハンマドに帰依した。
クライシュ族内ではウマイヤ家とムハンマドが属するハーシム家の対立が深まり、ウマイヤ家の人間はウスマーンがムハンマドの教えに入信したことを喜ばなかった。ウマイヤ家の家長であるアル＝ハカムはウスマーンを縛り付けて棄教を迫り、母のアルワと継父のウクバからも棄教を説得された。それでもウスマーンの決意を翻すことはできず、アル＝ハカムはウスマーンをクライシュ族の信仰に立ち返らせることを諦め、アルワはウスマーンを勘当した。スウダーはウスマーンを擁護し、ウスマーンの異父妹であるウンム・クルスームは兄に続いてイスラームに改宗した。
ムハンマドがハーシム家の人間から迫害を加えられた時、ウトバ親子もムハンマドを責めて、ルカイヤはムハンマドの下に帰された。また、ウスマーンはイスラームの教えを拒否する二人の妻と離婚した。ウスマーンが離婚したことを知ったアブー・バクルは、ムハンマドにウスマーンとルカイヤの結婚を提案する。ムハンマドはクライシュ族の有力家系であるウマイヤ家の人間の改宗を喜び、ルカイヤをウスマーンの元に嫁がせて友好関係の継続を望んだ。
ウスマーンとルカイヤは幸福な結婚生活を送っていたがクライシュ族内でのイスラーム教徒への迫害は激しさを増し、ウスマーンはムハンマドと話し合った末、交易でつながりのあったエチオピアへの避難を決定した。615年、ウスマーン夫妻は信徒を連れてエチオピアに移住する。移住先のエチオピア王国では歓迎を受け、マッカ時代と同じように交易を続け、貧窮した人間に援助を与えた。また、エチオピア滞在中にルカイヤとの間に男子が生まれ、ウスマーンは息子にアブドゥッラーと名付けた。移住から2年後にマッカのクライシュ族がイスラム教を受け入れた報告を受け取り、ウスマーン夫妻は何人かの信徒を連れてマッカに帰国した。帰国後、報告が誤りだと分かった後もウスマーンたちはマッカに留まり続け、迫害に耐え続けた。
ムハンマドの家族とハーシム家の人間がマッカ郊外の渓谷に追放された時、ウスマーンはムハンマドたちに食糧を供給し続けた。同時にムハンマドたちへの制裁の廃止をクライシュ族の若者たちに説き、ムハンマドへの制裁は中止される。622年のヒジュラに際し、ウスマーンも他の信徒と同じようにヤスリブ（後のマディーナ、メディナ）に移住する。

### ヒジュラ後
マディーナで新たな生活を始めたウスマーンは、ユダヤ教徒に独占されている商行為にイスラム教徒も参入するべきだと考え、マッカから運び込んだ財産を元手に商売を始める。ウスマーンはマディーナでも慈善事業に携わり、ムハンマドの邸宅とモスク（寺院）の建立に必要な土地を購入する資金を捻出した。また、水の確保にも尽力し、ユダヤ教徒と交渉し邸宅の権利を買い取ることができた。
624年頃にマディーナで天然痘が流行し、ルカイヤは天然痘に加えてマラリアに罹る。同624年のバドルの戦いではウスマーンは従軍を志願したが、ムハンマドは自分の代理としてマディーナに残り、ルカイヤの看病をするように命じた。バドルでイスラム軍とクライシュ族が交戦している時にルカイヤは病没し、マディーナに勝利の知らせが届いたときには彼女の埋葬は終えられていた。バドルの戦いから1年が経過した後もウスマーンはルカイヤを亡くした悲しみから立ち直れず、またウフドの戦いで誤報を信じて退却したことを悩んでいた。625年末、ムハンマドはウスマーンを慰めるため、ルカイヤの妹であるウンム・クルスームを彼に娶わせた。翌626年にアブドゥッラーを亡くし、630年にウンム・クルスームも早世する。
628年3月にムハンマドがカアバ神殿巡礼のためにマッカに向かった時、同行したウスマーンはマッカのクライシュ族との交渉役を任せられる。交渉の後、ムハンマドとマッカの間に和約が成立した（フダイビーヤの和議）。和議はクライシュ族にとって一方的に有利な内容になっていたため、イスラム教徒の中には和議に不服な人間も多かったが、ウスマーンはクライシュ族の中にイスラム教徒が増えてやがて事態は好転すると考えていた。ウスマーンの予測は当たり、クライシュ族内の有力者にイスラームに改宗する者が多く現れる。信徒の増加に伴うマディーナのモスクの増築にあたっては、ウスマーンは工事費の全額を負担し、自らもレンガを運んで工事に参加した。
632年6月9日にムハンマドが没し、マディーナでその知らせを聞いたウスマーンは憔悴するが、アブー・バクルの励ましを受けて立ち直る。アブー・バクルがカリフに就任した後、ウスマーンはウマルの次にバイア（忠誠の誓い）を示した。厳格なウマルがカリフに就任した後、ウマルは自分に正面から意見をするウスマーンに信頼を置いていた。ウスマーンは若者の多いイスラム教徒の間で温厚な人物として尊敬を受けていたが、ウマルの治世の末期まで目立った動向は無かった。ウスマーンは政治顧問としてマディーナに留まり、ウンマ（イスラーム共同体）の運営に従事していた。

### カリフ即位後
ウスマーンは死に瀕したウマルから後継者候補の一人に指名され、同じく後継者候補に指名されたアリー、タルハ、ズバイル、アブドゥッラフマーン・イブン・アウフ、サアド・イブン・アビー・ワッカースらクライシュ族出身のムハージルーン（マッカ時代からのムハンマドの信徒でマディーナに移住した人間）の長老と会議（シューラー）を開いた。カリフの候補者はウスマーンとアリーに絞られ、アウフが議長を務めた。ウマルが没してから3日間、アウフは指導者層以外のマディーナの人間にもいずれがカリフに適しているかを諮り、最終的にウスマーンをカリフの適格者に選んだ。644年11月7日、ウスマーンはマディーナのモスクでバイアを受け、カリフに即位する。ウスマーンはカリフという職務に強い重圧を感じ、最初の演説を行うために説教台に登った彼の顔色は悪く、演説はたどたどしいものとなったと伝えられている。クライシュ族の長老たちにはウスマーンの支持者が多く、アリーの主な支持者であるアンサール（ヒジュラより前にマディーナに住んでいたイスラム教徒）には発言権が無かったことが、ウスマーンのカリフ選出の背景にあったと考えられている。さらに別の説として、ウマル時代の厳格な統治からの脱却を望んだ多くの人々が、禁欲的な生活を求めるアリーではなく、ウスマーンを支持したためだとも言われている。史料の中には、他の長老からの「先任の二人のカリフの慣行に従うか」という質問に、ウスマーンは「従う」と断言し、アリーは「努力する」と答えたことが選出の決め手になったと記したものもある。
645年頃、ウマルの死が伝わるとイスラーム勢力への反撃が各地で始まり、アゼルバイジャンとアルメニアでは部族勢力の反乱が起こり、エジプト・シリアの地中海沿岸部は東ローマ帝国の攻撃を受ける。ウスマーンはそれらの土地の騒乱を鎮圧し、中断されていたペルシア遠征を再開した。ニハーヴァンドの戦いの後に進軍を中止していた遠征軍は、ウスマーンの命令を受けて進軍を再開した。650年にジーロフトに到達した遠征軍は、三手にわかれてマクラーン、スィースターン（シジスターン）、ホラーサーンを征服し、ペルシアの征服を完了する。翌651年にメルヴに逃亡したペルシアの王ヤズデギルド3世は現地の総督に殺害され、サーサーン朝は滅亡した。シリアからはメソポタミア北部への遠征軍が出発し、646年にアルメニア、650年にアゼルバイジャンを征服する。こうして、ムハンマドの時代から始まったアラブ人の征服活動は、650年に終息する。ウスマーンはカリフとして初めて中国に使者を派遣した人物と考えられており、651年に唐の首都である長安にイスラーム国家からの使者が訪れた。
治世の後半、エジプトやイラクではウスマーンの政策への不満が高まった。シリアにはウマルの時代に総督に任命されたムアーウィヤを引き続き駐屯させ、エジプトにはウスマーンの乳兄弟であるイブン・アビー・サルフが総督として配属された。ウスマーンが実施したウマイヤ家出身者の登用政策は一門による権力の独占として受け取られ、イスラム教徒の上層部と下級の兵士の両方に不満を与えた。バスラやクーファに駐屯する兵士は俸給の削減によって苦しい生活を送り、地方公庫からの現金の支給を要求したが、総督は彼らの要求を容れなかった。ウスマーンの治世の末期には、反乱とウスマーンの暗殺が計画されている噂が流れていた。

### 最期
654年にウスマーンは各地の総督をマディーナに招集して政情について討議を重ね、ムアーウィヤからシリアに避難するように勧められたが、ウスマーンは避難と護衛の派遣を拒否してマディーナに留まった。656年バスラ、クーファ、エジプトの下級兵士は総督の不在に乗じて連絡を取り合い、マディーナに押し寄せた。ウスマーンはディーワーン職に就いていたマルワーンと改革派からの批判の対象となっている統治官の解任を条件にムハンマドの従兄弟アリーに助けを求め、アリーは兵士たちを説得して彼らを帰国させた。しかし、数日後に兵士たちはマディーナに戻り、ウスマーンの退位を要求した。モスクでの説教と礼拝はウスマーンの支持者と反乱者の衝突の場となり、礼拝に現れたウスマーンに石が投げつけられる事件が起きる。
数百人の反乱者はウスマーンの邸宅を取り囲んで方針の転換を要求し、ウスマーンの政策に不満を抱くマディーナの住民は彼を助けようとしなかった。ウスマーンはイスラームとマディーナの守護のために各地の総督に援軍の派遣を要請し、またウスマーンの元を訪れた教友たちは反乱者の討伐、あるいは亡命を進言したが、ウスマーンは攻撃を拒んで邸宅に残った。6月17日、兵士たちは彼の邸宅に押し入り、包囲の中でもウスマーンはクルアーンを読誦していた。アブー・バクルの子ムハンマドが最初にウスマーンを切りかかり、ウスマーンは切りつけられながらもなおクルアーンの読誦を続けていた。深手を負った後もウスマーンはなおクルアーンを抱きかかえ、クルアーンは彼の血で赤く染まったという。ウスマーンを殺害した兵士たちは、国庫から財産を奪って逃走した。
ウスマーンの遺体は、殺害当日の日没の礼拝と夜の礼拝の間の時間にマディーナのハッシュ・カウカブに密かに埋葬される。ウスマーンの墓の側には、彼を助けようとして殺害された召使いのサビーフとナジーフの遺体が埋葬された。ハッシュ・カウカブは墓地であるバギーウの東に位置し、ハッシュ・カウカブを買い上げたウスマーンはこの場所が将来墓地となることを予見していたが、彼自身が最初に墓地に埋葬された人間となった。ムアーウィヤはウマイヤ朝の建国後にハッシュ・カウカブのウスマーンの墓を詣で、土地の周りを取り囲んでいた壁を壊して、この地を墓地にするように命令した。また、ウスマーンが読んでいたと伝えられるクルアーンの写本は、タシュケント（ウスマーン写本）、イスタンブールのトプカプ宮殿（トプカプ写本）に保管されている。
没時のウスマーンの年齢は80歳、85歳、あるいはイスラム教徒にとって重要な年齢である63歳と諸説ある。歴史家のマスウーディーはウスマーンが没した時、彼の財産として東ローマの金貨100,000ディナール、ペルシアの銀貨1,000,000ディルハム、100,000ディナール相当の邸宅、私有地、多くの馬とラクダが遺されていたと記述している。ウスマーンの殺害について、正統な権力の拒絶である故意の殺人で極刑に処すべきだとする意見、地位を乱用した人間に処刑を下したに過ぎないという意見が出され、二つの立場の議論は形を変えて数百年の間続けられた。このため、ウスマーンの死はイスラームの政治理論と実践に大きな影響を与えたと考えられている。

## 政策
ウスマーンは政策を決定する場合には、古参の信徒や有識者からなる委員の合議にかけて意見を聞いていた。アラブ人は短期間で広大な支配地を獲得したものの、統一された支配体制は未だに確立されていなかった。行政の円滑化と中央集権化を推進するため、ウスマーンは自身の出身であるウマイヤ家の人間を中央・地方の要職に抜擢し、彼がとった縁故主義は批判に晒された。ウスマーンによるウマイヤ家出身者の起用に対し、ムハンマドの寡婦アーイシャは、ムハンマドの形見の衣服がそのまま残っているほど時間が経っていないのに、ウスマーンはスンナを忘れたのかと批判した。アリーは、トラカーウ（630年のムハンマドのマッカ征服に際してイスラームに改宗した人間）であるウマイヤ家出身の総督が統治者にふさわしくないと考えていた。ウマイヤ家出身の総督の解任を望む多くの教友に対し、ウスマーンは総督たちの行状を確認するために古参の教友を各地に派遣し、解任に相当する事由がない報告を受け取った。
650年の征服戦争の終結は、軍事行動に従事した兵士から戦利品による収入を絶ち、兵士たちは政府から支給されるわずかな俸給で生活していかなければならなくなった。兵士たちはマディーナで富と権力を独占するイスラーム教徒の上層部に不満を抱き、彼らの第一人者であるウスマーンに憎しみが集中した。東ローマ帝国との戦争に従軍することが予定されていたシリアのアラブ人は税制と居住地の面で優遇を受けていたため、彼らの中にはウスマーンとシリア総督を務めていたムアーウィアを支持する者が多かった。しかし、クーファでは部族間・部族集団内での貧富の差が大きく、征服活動が終息した後に町では激しい内紛が起きた。ウスマーンは征服軍の兵数が不足するエジプトへの移住を推進し、新旧の兵士の間に激しい衝突が起きた。また、征服地の住民の中には、マディーナから派遣されるクライシュ族にのみ統治が委ねられていることに不満を持つ者もいた。
ウスマーン時代に実施されたサワーフィー（アラブ人がイラクで獲得した土地のうち、皇帝、神殿、貴族の所有地を指して呼ばれた地域）の収入の変更について、歴戦の民（シャイバーン族やマフズーム家のハーリド・イブン・アル＝ワリード配下の兵士など、アラブの征服事業に初期から参加していた兵士）から反対の声が上がった。従来はサワーフィーから上がる収益の80%が戦利品として土地の所有者の手に渡り、残りの20%がカリフの取り分とされていたが、戦利品の減少によって収益の全てがカリフの取り分とされた。このため、655年にイラク総督は捕らえられ、代わりに現地の事情に詳しいアブー・ムーサー・アル＝アシュアリーが総督に擁立された。
イスラーム国家が獲得した莫大な富について、ウスマーンは前任のカリフ・ウマルと同様に、イスラム教徒に危険な存在であると認識していた。同時に財産は生活を富ませる事も出来るものだと捉えており、入手方法と使用方法が合法的なものであれば、一般の人々であっても享楽を楽しむことが許されると考えていた。金銭の欲望を制御してきた自分自身の経験から、ウスマーンはウマルのように金銭に対する欲望は際限のないものだと考えず、彼の統治下では豪奢な生活を送ることが認められていた。ウスマーンの時代に、ウマイヤ家の総督を含む多くのウンマ（イスラーム共同体）の人々が奢侈を好むようになったと言われている。こうした社会状況下でウスマーンが自分自身、あるいは一門のために国庫の財産を流用している噂が流れたが、真偽については判明していない。
ウスマーンの最大の事業として、各地に様々な版が存在していたクルアーン（コーラン）の統一が挙げられる。ムハンマドの存命中からクルアーンを書物の形にまとめる事業が続けられていたが、ウスマーンの時代には少なくとも4種類のクルアーンのテキストが存在し、文章と読み方は互いに異なっていた。新たに改宗した非アラブ人の間では、それぞれが読むクルアーンの文が異なる問題が顕著になっていた。ウスマーンはザイド・イブン・サービトを中心とする委員にクルアーンの「正典」を編集させ、他の版をすべて破棄させた。後世に作成されたクルアーンは、すべてウスマーン版（rasm Uthmānī）のクルアーンに合致するものとされている。ウスマーンの編纂事業より前に成立したクルアーンの中には廃棄を逃れたものもあり、イブン・アビー・ダーウードらによってクルアーン解釈学の資料として用いられた。当時の人間からは不信仰にあたる行いとして激しい非難を受け、ウスマーンを嫌った後世の人間はアブー・バクルがクルアーンを統一した伝承を作り上げた。だが、思想を異にする多くの分派、神学者、法学者が用いるクルアーンの内容が統一されたことで、ウンマ（共同体）やイスラーム法の一体性が確保された。さらに、政治・信条を巡る議論の正典への波及を防ぎ、共通の議論の場が提供されたことで、イスラーム文明に安定と発展がもたらされた。
また、ウスマーンの時代にはイスラーム国家の海軍が整備された。ウマルの時代に海軍の増強は行われなかったが、度重なる東ローマ軍のエジプトへの攻撃に対して、シリア総督ムアーウィヤから艦隊の創設が提案された。協議を経て、シリア人とエジプト人からなるアラブ発の艦隊が編成された。654年/55年にエジプト、シリアから出港した艦隊はリュキア沖のマストの戦い（サーワーリーの戦い）で東ローマ艦隊に勝利を収め、東地中海の制海権を掌握する。

## 人物像
ウスマーンは謙虚な性格の人物で、自慢する事を嫌い、自分の考えを他人に強制しようとしなかった。若年期のウスマーンは果実酒と賭け事を遠ざけて、若者たちのふざけ合いにも加わらない、倫理が失われていた当時のマッカで節度を保った生活を送っていた。カリフとなった後も粗末な衣服を着て一般の信徒に混ざってモスクで昼寝をし、財産の多くを困窮した人間の救済に充てていた。毎週の金曜日には奴隷を買い取り、彼らを奴隷身分から解放していたと伝えられている。ウスマーンの行動は、寛大な性格と神とムハンマドに対する羞恥心に基づいていたと考えられている。ムハンマドはウスマーンの寛大・謙虚な政策を称え、ウンマの中で最も恥を知り、信頼のおける人物として挙げた。だが、敬虔かつ潔癖なウスマーンには、同族からの利益の要求を断れない弱さがあった。
ウスマーンは黄を帯びた白色の顔で、見事な顎鬚を持つ気品のある容貌の人物だと伝えられている。金の針金で歯を束ねて飾り立て、顔にわずかに残っていた天然痘の跡はウスマーンの男性的な魅力をより高めていた。優れた容貌と莫大な財産を持つウスマーンには多くの女性が近づいてきたが、ウスマーンは妻以外の女性と関係を持つことは無かった。
ウスマーンは在位中に国家の混乱を収拾することができなかったため、統治能力について否定的な評価を下されることが多い。また、前任のカリフであるアブー・バクルやウマルのような尊敬を集める事はできなかった。他の3人の正統カリフと違ってウスマーンは軍事的実績には乏しいが、資産を生かした軍事費の援助には誰よりも貢献していた。630年に東ローマ帝国からアラビア半島への遠征軍が派遣された時、ウスマーンは軍費、軍用のラクダ、軍馬、食糧を供出してイスラーム軍を助けた。

## 家族
ジャーヒリーヤ時代、ウスマーンはウンム・アムル・ビント・ジュンダブとファーティマ・ビント・アル＝ワリードという2人の妻を娶っていた。ウスマーンの継父であるウクバ・ビン・マヒートは最も激しくイスラム教徒に圧迫を加えた人間の一人で、ウクバがカアバ神殿で礼拝を行っているムハンマドを絞殺しようとした時、ウスマーンはアブー・バクルと共に身を挺してムハンマドを守った。後にバドルの戦いで捕虜となったウクバがムハンマドから死刑を宣告されると、ウクバはウスマーンに取り成しを頼んだが、ウスマーンは温情をかけなかった。630年のマッカ征服の後、ウスマーンの母アルワと彼の異父弟妹たちは多くのクライシュ族と同様にイスラームに帰依し、ウスマーンと和解した。
ムハンマドはウスマーンとルカイヤの間に生まれた孫のアブドゥッラーを気に入り、しばしばアブドゥッラーと一緒に礼拝を行っていた。ルカイヤの死後に再婚したウンム・クルスームとの間に子供は生まれず、アブドゥッラーの死後にウスマーンとムハンマドの姻戚関係は消滅する。ムハンマドのウスマーンへの信頼は強く、ムハンマドは「もし自分に3人目の娘がいれば、ウスマーンに嫁がせただろう」と述べた。

### 父母
- 父：アッファーン・イブン・アビー・アル＝アース
- 母：アルワ・ビント・クライズ
- 義父：ウクバ・ビン・マヒート - アッファーンの死後、アルワと再婚

### 兄弟
- アムナー - 同父妹
- ワリード - 異父弟
- ハーリド - 異父弟
- アムル - 異父弟
- ウンム・クルスーム - 異父妹

### 妻子
- ウンム・アムル・ビント・ジュンダブ
  - アムル
  - ハーリド
  - ウバーン
  - ウマル
  - マルヤム
- ファーティマ・ビント・アル＝ワリード
  - ワーリド
  - サイード
  - ウンム・サイード
- ルカイヤ
  - アブドゥッラー
- ウンム・クルスーム
- ウンム・サイード・ファーティマ・ビント・アル＝ワリード・ビン・アブド・シャムス - ウンム・クルスームの死後に再婚